# Vivian Maier

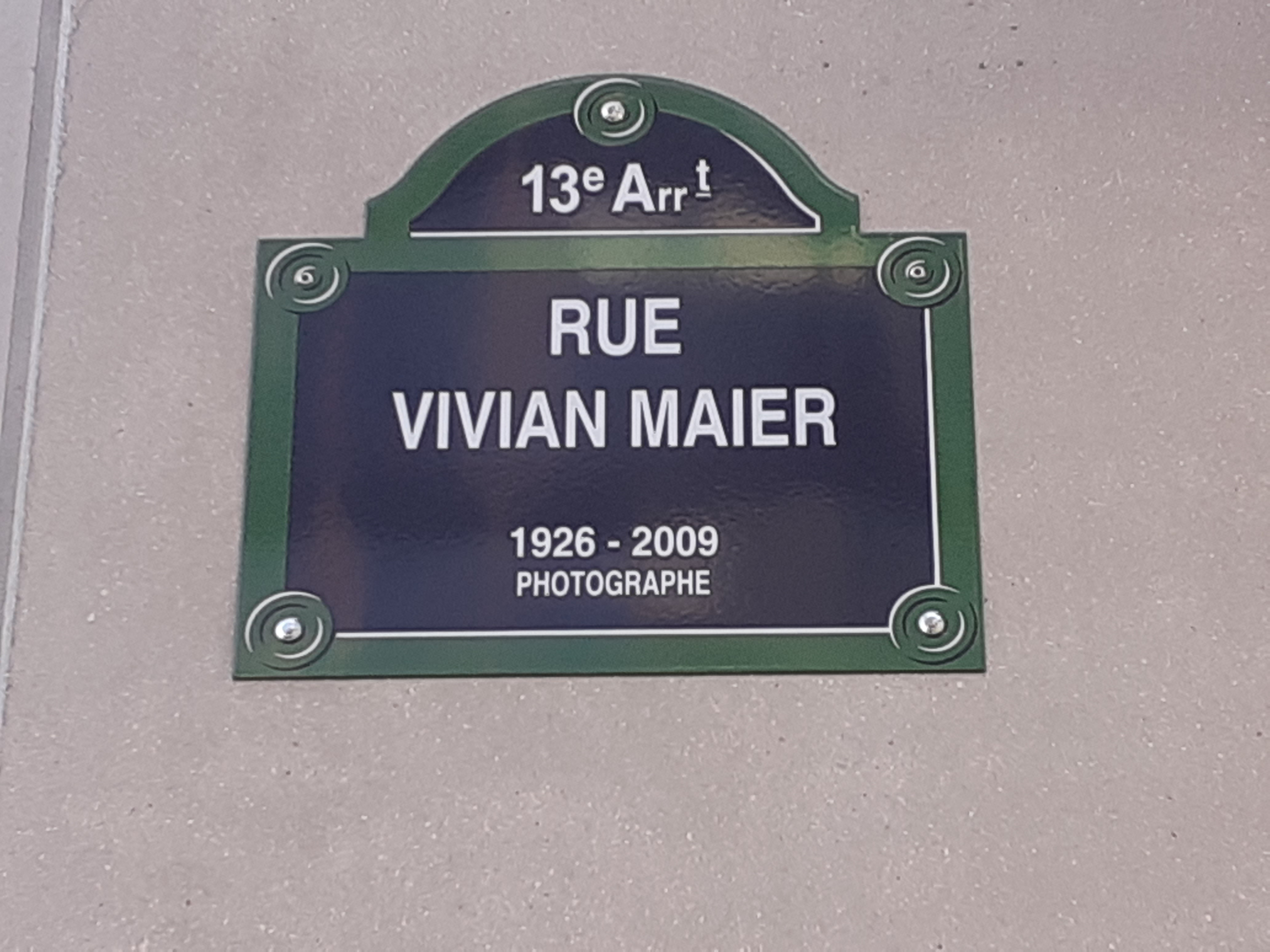
Gedenk- und Straßentafel zwischen Paul Klee Platz und Bahnhof Paris-Austerlitz.

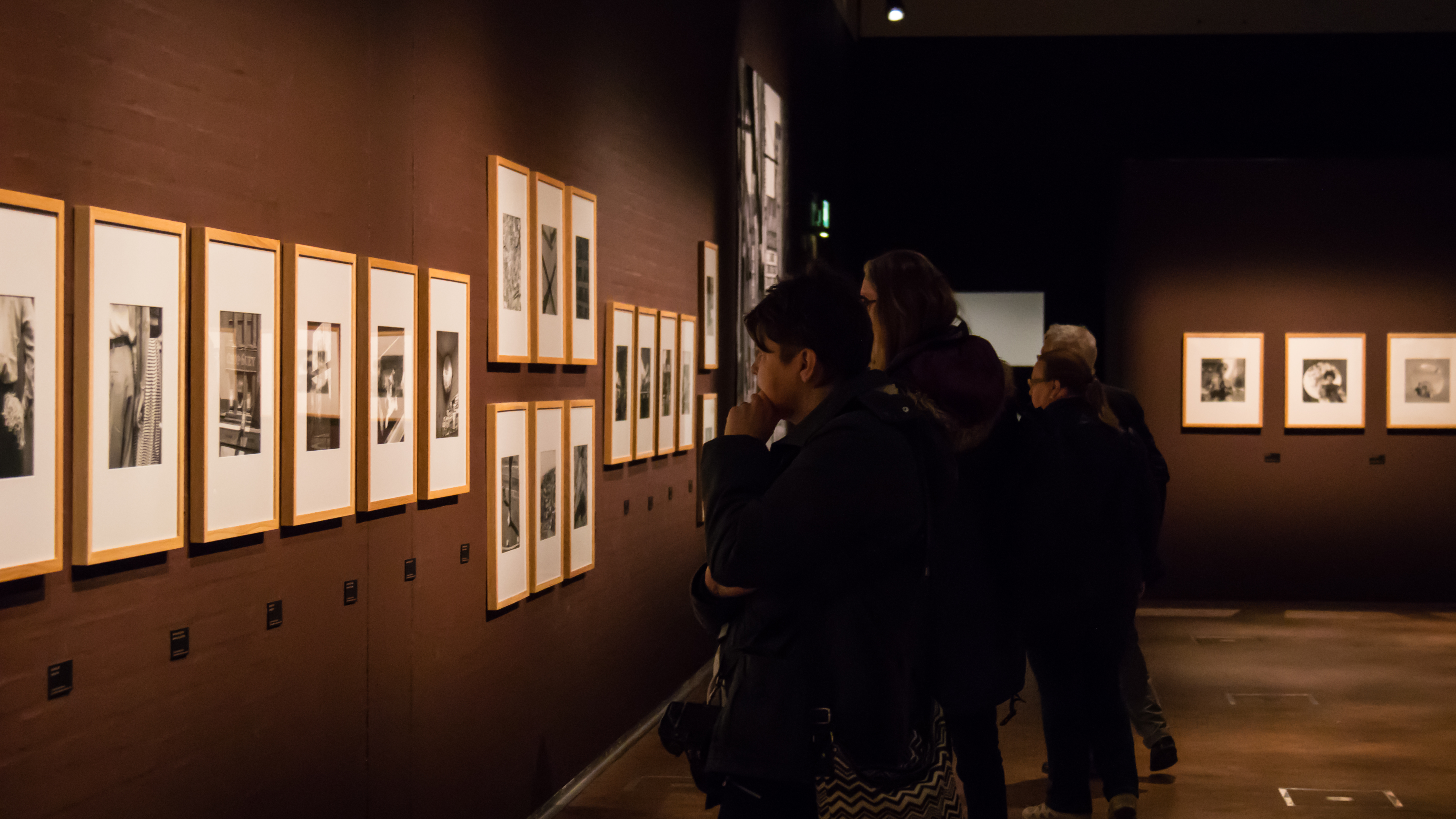
Vivian Maiers Ausstellung im Dunkers Kulturhus Helsingborg 2016.

Vivian Dorothy Maier (* 1. Februar 1926 in New York; † 21. April 2009 in Chicago) war eine US-amerikanische Staatsbürgerin französischer Prägung, Kindermädchen, Haushälterin und Amateur- bzw. Freizeitfotografin. Bekanntheit erlangte Maier erst kurz nach ihrem Tod durch die zufällig entdeckte, unfreiwillig versteigerte Hinterlassenschaft einer ungewöhnlich großen Zahl fotografischer Schwarzweißaufnahmen.
Nachforschungen belegen eine wechselvolle und schwierige Kindheit vor dem Hintergrund einer zerbrochenen Immigrantenfamilie und ein wenig begütertes Leben in unqualifizierten Beschäftigungsverhältnissen im Erwachsenenalter. Maiers Passion und ausschließliche Privatangelegenheit war ihre obsessiv betriebene, diskrete fotografische Dokumentation des Lebens in den Straßen der Großstädte New York und Chicago, im fortgeschrittenen Alter begleitet von einem zwanghaften Aufbewahren von wahllos gesammeltem Ramsch, Bergen von alten Zeitungen und Tausender belichteter, jedoch unentwickelt gebliebener Filmrollen.
Abgesehen vom Stellenwert als kulturhistorisch bedeutsame Zeitdokumente über die zweite Hälfte des 20. Jahrhunderts, werden Maiers Bilder gegenwärtig der unspezifischen Kategorie der Straßenfotografie zugeordnet und finden neben der medialen Verbreitung einer angeblich „geheimnisvollen“ Vita Maiers ein anhaltend großes weltweites Interesse von Galeristen und Liebhabern des Genres.
Maiers Existenz war die einer entschiedenen Einzelgängerin; sowohl sich selbst als auch ihre besonderen Aktivitäten hat sie zeitlebens und mit Nachdruck aus der Öffentlichkeit ferngehalten. Kritische Stimmen bemängeln daher eine rechtlich und moralisch fragwürdige, postum interessengeleitete Legendenbildung und Kommerzialisierung ihrer Person und ihrer Bilder.

## Leben

### Frühe Kindheit und familiärer Hintergrund
Vivian Maier wurde 1926 in der Bronx – einer multikulturell und durch hohe Einwanderung geprägten Gegend im nördlichen New York City – als Tochter US-amerikanischer Staatsbürger geboren und katholisch getauft. Der Vater war der in den Vereinigten Staaten eingebürgerte und einer Adelsfamilie österreichischer Emigranten abstammende Techniker Charles Maier, die Mutter Maria Maier geb. Jaussaud war eine gebürtige Französin, arbeitete als Hausangestellte und wurde 1919 durch Heirat ebenfalls eingebürgert.
Charles Maiers adlige Charakterprägung scheint unter der für ihn nicht standesüblichen Anonymität gelitten zu haben, die die Bronx mit ihren stetig anhaltenden Strömen von Einwanderern mit sich brachte. Zeitzeugenberichte belegen, dass er ein egoistischer, aggressiver schwerer Trinker und verschuldeter Spieler war, der seine Familie, zu der auch Vivians sechs Jahre älterer Bruder Carl (Charles Maier Jr.) gehörte, permanent in Bedrängnis brachte. Nach einer schwierigen und früh zerrütteten Ehe mit häufigen Trennungszeiten soll Charles Maier um 1930 die Familie endgültig verlassen haben. Tochter Vivian wurde somit innerhalb dieser Phasen von Trennung und kurz anhaltendem Zusammenleben in eine substanziell zerstörte Familie hineingeboren. Die Geburtsurkunde Vivian Maiers verzeichnet den Namen ihrer Mutter als „Marie Jaussaud Justin“, ein Name, der weder bei ihrer Taufe noch in der Familienchronik vermerkt ist; diese Neigung, den eigenen Namen zu frisieren, um möglicherweise einen als negativ empfundenen Ruf zu verschleiern, sollte später auch bei Vivian Maier im Erwachsenenalter häufig in Erscheinung treten.
Laut einer Volkszählung im Jahr 1930 lebte die vierjährige Vivian mit ihrer Mutter in einem Haushalt in Boston; Maria Maier hatte dort mit ihren beiden Kindern eine Bleibe gefunden. Unter dieser Adresse war die französische Bildhauerin und Porträt-Fotografin Jeanne Bertrand als Haushaltsvorstand angegeben; Bertrand, 1902 vom Boston Globe auf der Titelseite für ihre künstlerische Arbeit geehrt, stammte aus Agnières-en-Dévoluy, einer kleinen Gemeinde von Hirten im alpinen Südosten Frankreichs, ungefähr 20 Straßenkilometer westlich von Saint-Julien-en-Champsaur gelegen, dem Geburtsort von Vivians Mutter.
Eine wichtige Bezugsperson wie auch moralische und finanzielle Stütze fanden Maria Maier und ihre Kinder in ihrer Mutter bzw. Großmutter Eugénie Jaussaud, die sich in schwierigen Zeiten als kluge, umsichtige Person und als eine Art warmherzige und verantwortungsvolle Matriarchin erwies. Nachdem die Streitereien und gerichtlichen Auseinandersetzungen um den Unterhalt für Maria Maier und ihre Kinder Carl und Vivian eskalierten, ging sie auf Distanz zu ihrer Tochter und kümmerte sich auf engagierte Weise um ihre Enkelkinder. Eugénie Jaussaud war als Jugendliche 1901 zusammen mit einer Cousine von Jeanne Bertrand nach New York ausgewandert. Noch in ihrer südfranzösischen Heimat wurde sie im minderjährigen Alter schwanger und konnte ihre Tochter Maria nur – was in der damaligen Zeit als Schande empfunden wurde – unehelich zur Welt bringen, weil der Kindsvater Nicolas Baille, ein Knecht und Landarbeiter, sich weder zu ihr bekennen, noch die Vaterschaft anerkennen wollte. Baille wurde wegen seines Verhaltens gegenüber Eugénie Jaussaud und ihrer Tochter von der Dorfgemeinschaft gemieden; Jahre später beurkundete er seine Vaterschaft doch noch; die späte Anerkennung sollte Jahrzehnte danach, nach seinem und Vivian Maiers Tod, eine gewisse Rolle im Rechtsstreit um die Urheberrechte von Vivian Maiers fotografischem Erbe spielen (→ Rechtsstreitigkeiten). Die Ungewissheit ihrer Zukunft als alleinerziehende junge Mutter, betroffen von Armut und Gefühlen des Ausgestoßenseins und der Scham, brachte Eugénie Jaussaud schließlich dazu, Frankreich zusammen mit einer Cousine von Jeanne Bertrand zu verlassen. Ihr Ziel waren Bekannte aus der ehemaligen Heimat, die zuvor schon in die Vereinigten Staaten ausgewandert waren. Diesem Umfeld ist die Finanzierung der Ausreise von Eugénie Jaussaud und Bertrands Cousine durch einen Onkel von Bertrand zu verdanken.
Eugénie Jaussaud war zunächst nicht in der Lage, zusätzlich das Geld für die Ausreise ihrer Tochter aufzubringen, Maria musste daher in Frankreich bei ihrer ledig und kinderlos gebliebenen Schwester Marie-Florentine Jaussaud zurückbleiben. Ein Arbeitgeber Eugénie Jaussauds revanchierte sich aus Wertschätzung für seine tüchtige Haushälterin, indem er im Jahr 1914 für Maria eine Schiffspassage nach New York ermöglichte; Mutter Eugénie und Tochter Maria wurden so nach über einem Jahrzehnt der Trennung wieder vereint.
Ihr neues Leben in New York gestaltete sich für (die noch unverheiratete) Maria Jaussaud schwierig, denn sie verfügte weder über Sprachkenntnisse noch eine Ausbildung. Nach der Trennung von ihrem Ehemann Charles Maier nahm sie in der sich abzeichnenden Weltwirtschaftskrise kärglich bezahlte Aushilfsjobs an und arbeitete unter anderem ab und zu als Haushaltsaushilfe bei den Herrschaften, die sie durch ihre Mutter vermittelt bekam. Durch deren angesehene Stellung kamen Maria Maier und ihre Kinder zwar mit dem (oftmals verschwenderischen) Reichtum, der Kultur und dem Glamour hochrangiger Familien New Yorks in Berührung, jedoch immer in dem Wissen, dass sie nicht dazugehörten.

### Kindheit in Frankreich
Unter dem Eindruck zerbrochener familiärer Bindungen und der wirtschaftlichen Not zu Zeiten der Großen Depression im Amerika der 1930er Jahre entschloss sich Maria Maier, mit ihrer sechsjährigen Tochter Vivian im Jahr 1932 in ihren Geburtsort Saint-Julien zurückzukehren. Laut Berichten ihrer Angehörigen wohnten beide zunächst bei Maria Maiers Tante Marie-Florentine auf dem landwirtschaftlichen Anwesen Beauregard der Familie Jaussaud. Nach einem nicht offen ausgesprochenen, angeblich physischen Übergriff auf Vivian seitens eines intimen Bekannten von Marie-Florentine bezogen Maria und Vivian Maier 1934 eine bescheidene, wohl etwas heruntergekommene Unterkunft in der Nachbargemeinde Saint-Bonnet-en-Champsaur und lebten größtenteils von der Unterstützung von Vivians Großmutter Eugénie Jaussaud. Vivian Maier besuchte nach einem Vorbereitungskurs in Saint-Bonnet die Schule und sprach bald fließend Französisch. Die Dorfbewohner erinnerten sich, dass sie unter den einheimischen Kindern im Mittelpunkt stand und sich mit außergewöhnlicher Energie und kreativen Ideen hervortat; eine ihrer Vorlieben bestand darin, sich den Jungen bei ihren Abenteuerspielen im Freien anzuschließen. Aus dieser Zeit sind ein paar Fotografien erhalten geblieben, auf denen die Mutter einige Momente aus dem Leben ihrer Tochter festgehalten hat.

### Rückkehr in die Vereinigten Staaten
Ende 1938 kehrte ihre Mutter aus diversen Gründen mit der 12 Jahre alten Vivian Maier nach New York zurück. Zum einen hatte es die über ihre Mittel lebende Maria Maier nicht geschafft, in der Region ihrer Herkunft wieder Fuß zu fassen. Zum anderen war ihre Rückkehr nach Frankreich von früheren Erlebnissen überschattet gewesen: Den Umständen ihrer unehelichen Geburt, die ihren Ruf beeinträchtigten, der frühen jahrelangen Trennung von Mutter Eugénie Jaussaud, der sich daran anschließenden Zeit unter der Obhut von Tante Marie-Florentine und dem Streit mit dieser, ausgelöst durch den ominösen Übergriff auf Tochter Vivian. Als weitere Hinweise können die Sorge um Vivians Bruder Carl angeführt werden, der ohne Vater und von der Mutter zurückgelassen auf die schiefe Bahn geraten war; und letztlich der von Hitlerdeutschland ausgelösten politischen Situation mit drohender Kriegsgefahr und einer Welle der Emigration nach Nordamerika.
Vivian Maiers Jugend war in der Folgezeit von Spannungen in der vaterlosen Familie beeinflusst. Ihr Bruder litt unter Depressionen, konsumierte Drogen, kam dafür zeitweise in Haft und wich seiner Schwester aus. Mutter Maria Maier wurde von ihren Kindern als egozentrisch und faul empfunden und verlor zunehmend die Selbstkontrolle. Vivian Maier versuchte sich den desolaten Familienverhältnissen zu entziehen, indem sie ihr Leben durch eine Art der Selbsterziehung in die eigenen Hände zu nehmen begann. Wiederum war es Großmutter Eugénie Jaussaud, die mit ihren weit verzweigten Kontakten dafür sorgte, dass ihre Enkelin für einige Zeit nach Queens ziehen konnte, um dort in einem Mädchenpensionat unterzukommen. Unter der inoffiziellen Vormundschaft dieser Familie, welche Kinder aus schwierigen Verhältnissen förderte, begann Vivian Maier Englisch zu lernen, ging in Theater und Kinos und bildete sich ausgiebig durch die Lektüre von Zeitungen, Zeitschriften und Büchern über Kunst, Fotografie, Film, Pop-Kultur, Geschichte und Politik. Die Chance auf einen regulären Highschool-Abschluss und auf ein Studium blieb ihr jedoch infolge unterprivilegierter Lebensumstände von Anfang an verwehrt.

### Erwachsenenalter
Nach dem Ende des Zweiten Weltkriegs reiste Vivian Maier, finanziert durch eine kleine Erbschaft ihrer 1948 verstorbenen Großmutter Eugénie Jaussaud, als junge Frau allein nach Frankreich, um sich um die Versteigerung der Domaine de Beauregard in Saint-Julien zu kümmern; das Landgut der Familie Jaussaud war ihr zwischenzeitlich von ihrer Großtante Marie-Florentine vererbt worden. Noch vor der Abreise kam es wegen dieser Erbschaft zum endgültigen Zerwürfnis mit ihrer Mutter. Anfang 1951 kehrte Maier im Alter von 25 Jahren nach New York zurück und arbeitete in den darauf folgenden vier Jahren unter Niedriglohnbedingungen in einem Sweatshop. Ihre nächste Station war von 1955 bis 1956 Los Angeles, Maier verdiente sich hier ihren Lebensunterhalt als Kindermädchen, um anschließend in die nördlichen Vororte der Metropolregion Chicago überzusiedeln, die Orte, an denen sie ihr gesamtes weiteres Leben verbrachte.
Noch während ihres Aufenthalts in Frankreich begann Vivian Maier leidenschaftlich zu fotografieren; ab dem Jahr 1949 soll sie in fast 40 Jahren mehr als 100.000 Fotos gemacht haben, auf denen sie vor allem das urbane Leben auf den Straßen von New York und Chicago einfing, einschließlich unzähliger Aufnahmen ihrer selbst. Um dem Alltag von Menschen in ihren Wohn- und Lebensverhältnissen mit der Kamera nachzuspüren, unternahm sie zwischen 1959 und 1960 eine (erneute) Reise nach Los Angeles und in den Südwesten der Vereinigten Staaten, gefolgt von einer ausgedehnten fünfmonatigen Weltreise, die sie unter anderem in den Jemen, nach Ägypten, Ostasien und ein letztes Mal zu den Orten ihrer Kindheit in Südfrankreich führte. Ihre Reisen finanzierte sie sehr wahrscheinlich mit dem Erlös der verkauften Immobilie.
In Chicago verdiente sich Vivian Maier ihren Lebensunterhalt fortan und bis in die 1990er Jahre als Kindermädchen und Haushälterin, so wie schon ihre Mutter und Großmutter diesem Lohnerwerb nachgegangen waren. Nicht nur in ihrer Freizeit, sondern oft während sie die ihr anvertrauten Kinder hütete, war Maier zu Fuß auf den Straßen Chicagos unterwegs und fotografierte unentwegt mit einer zweiäugigen Rolleiflex. Ein weiteres Betätigungsfeld bot sich ihr beim Filmen von Menschen im Großstadtverkehr, und hin und wieder nahm sie Gespräche über vornehmlich politische Geschehnisse auf Film oder Tonband auf, die sie mit Personen führte, die von ihr fotografiert wurden.
Als Hilfskraft wurde Maier zwar gering entlohnt, dafür konnte sie bei ihren gut situierten Arbeitgebern wohnen und viel Zeit zum Fotografieren erübrigen. Die Berichte einiger dieser Familien, für die Maier damals arbeitete, gründen im Wesentlichen auf den Interviews zweier → Dokumentarfilme. Sie schildern Maier als zurückgezogen und spartanisch lebende Einzelgängerin ohne tiefere vertrauliche Kontakte zu ihren Mitmenschen. Niemand durfte etwas über ihre Vergangenheit, über ihre Sorgen, Wünsche und Ziele erfahren. Aus ihrer Privatsphäre soll sie ein besonderes Geheimnis gemacht haben, indem sie ihre Unterkünfte bisweilen rigoros gegen neugierige Blicke verteidigte.
Darüber hinaus zeichnen die Darstellungen der Familien teilweise ganz unterschiedliche Bilder: „Für die einen war sie vertraut ‚Viv‘ oder ‚Vivian‘, für andere ‚Ms. Mayer und nichts anderes‘, manche erinnern sich an eine liebevolle und fantasiebegabte Frau, für andere war sie eine strenge, zeitweise sogar furchteinflößende und grausame Betreuerin.“ John Maloof – einer derjenigen, die einen Großteil von Maiers Fotografien bei einer wegen offener Mietschulden Meiers angeordneten Zwangsversteigerung entdeckten und wenig später damit begannen, ihr Leben zu erkunden – fasst die Berichte der speziell von ihm interviewten Familien auf seine Weise zusammen: „Sie lernte Englisch, indem sie Theater besuchte, was sie liebte. Sie trug ein Herrenjackett, Herrenschuhe und meistens einen großen Hut. Sie machte ständig Fotos und zeigte sie niemandem.“ Zur Beschreibung ihrer Persönlichkeit zitiert derStandard.at aus Wien den Dokumentarfilm „Finding Vivian Maier“, wenn er schreibt „wie ein Nazi, mit rudernden Armen und im Stechschritt, sei sie herummarschiert.“ Und weiter: „Auffällig hoch gewachsen war sie für eine Frau, oft in (Männer-)Kleidung und mit Hut unterwegs. Gesprochen habe sie mit französischem Akzent, obwohl in New York geboren. Ihren Namen, Vivian Maier, habe sie in allen erdenklichen Varianten geschrieben – und wenn sie gar keinen nennen wollte, unterschrieb sie mit V. Smith.“ Das distanzierte Verhältnis der zeitlebens unverheiratet und kinderlos gebliebenen Maier gegenüber Männern beleuchtet der Schweizer Tages-Anzeiger: „Manche ihrer Schützlinge erinnern sich, sie habe vor Männern gewarnt; wenn man sie überraschend berührte, konnte sie handgreiflich werden.“
Ann Marks und Francoise Perron, die, nebst Zugang zu behördlichen Dokumenten, eine aufwändige private Recherche veröffentlichten, teilen die Einschätzung, dass angesichts Maiers problematischer familiärer Vergangenheit ihre nachdrücklich betriebene Zurückhaltung und das Spiel mit falschen Namen Selbstschutz gewesen sein könnte, um sich in den Familien, bei denen sie Arbeit und ein gewisses Vertrauen gefunden hatte, nicht leichtfertig selbst zu diskreditieren. Darüber hinaus entspreche Maiers Biografie aus vielerlei Gründen nicht dem Bild einer exzentrischen geheimnisvollen Person und zeitlebens verkannten, postum entdeckten Künstlerin, wie es dieserart in entstellender Weise behauptet wird. Vielmehr schien sie eine klare Mission verfolgt zu haben, für sich die Wahrheit zu erfassen und zu ernsthaften Themen zu finden, die ihrer sozialen, politischen und kulturellen Überzeugung entsprachen. Neben den gemeinhin bekannt gewordenen Aufnahmen hielt sie ebenso allgegenwärtige, das öffentliche Leben durchdringende politische Auseinandersetzungen – wie die Proteste gegen den Vietnamkrieg oder die Watergate-Affäre und den Sturz von US-Präsident Nixon – in Hunderten von Bildern fest. Talent und intellektuelle Ressourcen ermöglichten ihr, sich über die Einflüsse familiärer Zwänge aus Kindheits- und Jugenderfahrungen hinwegzusetzen und ein konsequent in sich gerichtetes und selbstbestimmtes Leben nach ihren Idealen zu gestalten. Äußerlichkeiten, wie beispielsweise ihre für damalige amerikanische Großstadtverhältnisse altbacken wirkende Kleidung, kultivierte sie durch ihren eigenen schlichten Look mit vernünftigen Schuhen, übergroßen wie praktischen Mänteln und Schlapphüten; so wie gleichermaßen ihre rustikale Küche, Unmittelbarkeit und Sparsamkeit typisch waren für Maiers prägende Zeit französischen Landlebens.
Sobald die von ihr betreuten Kinder das Erwachsenenalter erreichten, war dies für Maier mit häufigen Wohnungswechseln und Arbeitssuche verbunden. Dieser Umstand und die damit einhergehenden finanziellen Engpässe zwangen sie dazu, ihre eigene bzw. die in Auftrag gegebene Entwicklung von Filmen und Abzügen zu vernachlässigen, außerdem sich neben dem Fotografieren auf das Einlagern von Negativen und belichteten, nicht entwickelten Filmrollen und -patronen zu beschränken. Auf diese Weise bekam Maier tausende ihrer Bilder selbst nie zu sehen.
Wohl als Folge emotionaler Entbehrungen einer entschieden auf sich selbst bezogenen Identität entwickelte Maier mit der Zeit eine beträchtliche Leidenschaft im Sammeln und Aufbewahren von wahllos auf der Straße aufgelesenen Gegenständen, alten Fahrkarten, Quittungen und anderem Papierkram, was in Bezug auf Zeitungen geradezu maßlose Züge annahm. Einen Eindruck von Maiers „Sammelwut“ vermittelt Susanne Mayer auf Zeit Online: „Sie sammelte (ungelesene) Zeitungen, bis sich die Balken ihrer Dienstbotenzimmer bogen, hortete Schachteln und Dosen, Bücher, Koffer, Truhen aus Leder, Boxen, mit Klebeband gesichert, in denen sie Briefe und Rechnungen, Quittungen, Zeitungsartikel versteckte. Kollektionen von Nippes. Broschen. Maier war, wie selbst die liebenswürdigsten ihrer Arbeitgeber zugeben, angesichts der Kisten, Dosen und Papierstapel, welche die Treppen herunterwucherten und die Garagen eroberten – ein Messie.“

### Lebensende
Zwischen Ende der 1990er Jahre und den ersten Jahren des neuen Jahrtausends war Vivian Maier einige Zeit obdachlos und musste sich von Leistungen der Social Security über Wasser halten. Ihre Lage verbesserte sich, als ihr drei ehemalige Schützlinge, die sie in den 1950er Jahren betreut hatte (→ Entdeckung), ein Appartement zur Verfügung stellten und ihre Rechnungen bezahlten. In Maiers Nachlass fanden sich andererseits etliche uneingelöste Schecks der Sozialversicherung, was darauf hindeutet, dass sie ihrem Lebensunterhalt zusehends mit Gleichgültigkeit begegnete.
Die letzten Berichte aus ihrem Leben verlieren sich im Bild einer gesundheitlich angegriffenen Frau, die ihre Zeit tagsüber manchmal einsam auf Parkbänken verbrachte, und ohne zu fotografieren immer noch aufmerksam ihre Umgebung beobachtete. 2008 rutschte sie auf Glatteis aus und zog sich eine Kopfverletzung zu, von der sie nicht mehr genas. Im Frühjahr 2009 starb Vivian Maier nahezu mittellos und ohne familiären Beistand im Alter von 83 Jahren in einem Pflegeheim.
Einer von ihr selbst besprochenen Tonbandkassette ist zu entnehmen, dass sich Maier, frei von jeglicher Anklage oder einem Bedauern, über ihr Leben und das Leben an sich keine Illusionen gemacht hatte: „Wir müssen anderen Menschen Platz machen. Es ist ein Rad – man springt auf und fährt bis zum Ende, und dann hat jemand anders die Gelegenheit, bis zum Ende zu fahren, und wird seinerseits von einem anderen abgelöst. Es gibt nichts Neues unter der Sonne.“

## Fotografie
Obwohl die schiere Anzahl von Aufnahmen über die Jahre jedes gewöhnliche Maß bei Weitem überstieg, zeigte Vivian Maier anscheinend niemandem auch nur einen einzigen ihrer Abzüge – ihr fotografisches Werk hielt sie zeitlebens strikt unter Verschluss, über ernsthafte Ambitionen, ihre Fotografien in irgendeiner Form zu publizieren und sich dadurch bewusst einer öffentlichen Auseinandersetzung und Kommerzialisierung zu stellen, ist nichts bekannt.
Eine kurze Zusammenfassung der Beschreibung der Motive, die Maier in ihren (derzeit bekannten) Fotografien festgehalten hat, findet sich auf der Webseite von Deutschlandfunk Kultur: „Vivian Maier hielt fest, was ihr vor die Linse kam: die Architektur New Yorks (in den 1950er Jahren) und später Chicagos (bis in die 90er Jahre), Industrieanlagen, Hochbahnen, durch Straßenschluchten hetzende Städter, Menschen am Rande der Gesellschaft, spielende Kinder, Tauben im Rinnstein, Alltagsszenen und immer wieder Selbstporträts. In spiegelnden Schaufenstern, reflektierenden Oberflächen, als Schatten oder Schemen geistert Vivian Maier durch ihr Werk.“ Spiegel Online hebt in Maiers Bildern ihre Zuneigung für Kinder besonders hervor: „Lachende, tanzende auf der Straße, unbekümmerte, völlig in ihr Spiel vertiefte, andere an der Hand ihrer Eltern, manche herausgeputzt und ausgestellt, andere verloren und traurig. Und wieder andere schauen ernst und vertrauensvoll in die Kamera, egal, ob die Fotografin ihnen in einem Porträt nahe kommt oder ob sie sie in abgerissener Kleidung und trister Umgebung zeigt.“ Aus der Sicht einer Kunsthistorikerin schreibt Meret Ernst aus Anlass der Fotografie-Ausstellung in Zürich 2016: „Die genaue Beobachterin sozialer Ungleichheit nimmt aber ebenso präzise wahr, wie bereits Kinder […] in Habitus und Ausdruck von ihrer Herkunft geprägt sind. Ihr Blick auf Frauen ist weicher, verständnisvoller als der auf Männer. Ihr bevorzugter Ausschnitt ist die Halbtotale, Menschen sozial höherer Schichten fängt sie – verdeckt und unbemerkt – auch mal in Untersicht, aus dem sozialen Netz Gefallene in Aufsicht ein. Doch am liebsten richtet sie die Kamera direkt auf die Dargestellten.“ Ein weiteres charakteristisches Merkmal – neben den unterschiedlichen Blickwinkeln und Distanzen, die Maier auf eine jeweilige Szene mit Bedacht eingenommen hatte, um mit geschultem Auge im entscheidenden Moment auszulösen – war ihr Wille zum künstlerischen Gestalten und Experimentieren; die Online-Ausgabe des britischen Independent verdeutlicht: „Auch gibt es mehr formale, nahezu abstrakte Experimente mit Licht und Linien.“
Solcherart bereits eigenwillig gestaltete Porträtaufnahmen von Menschen aus der Region Maiers französischer Verwandtschaft sowie Motive von Landschaften aus den südlichen französischen Alpen zählen zu ihren frühesten Aufnahmen innerhalb einer Serie von über tausend in Frankreich entstandener Bilder. Darunter befinden sich etliche verschwommene und fehlbelichtete Negative von vielfach wiederholten Aufnahmen des jeweils selben Motivs, ein Beleg für Maiers nachvollziehbare Bemühungen, sich über Versuch und Irrtum den praktischen Umgang mit der Kameratechnik anzueignen.
Maier besaß zu jener Zeit aus zahlreichen Zeitschriften und Büchern bereits ein umfangreiches Wissen über die zeitgenössische Fotografie. Sie kannte Stilrichtungen, Methodik und Namen prominenter Fotokünstler, deren Werke mit einiger Gewissheit einen inspirativen Einfluss auf ihre eigene Fotografie ausübten. Nach Angaben Maloofs sollen einige diesbezügliche Negative aus seiner Sammlung im Jahr 1949 entstanden sein und demnach die ersten Schritte in Maiers Fotografie bezeugen. Anhand von Reisepasseinträgen wird dies jedoch infrage gestellt, unter anderem von der Maier-Expertin Pamela Bannos, die sich als Hochschullehrerin an der Northwestern University mit forensischen und kunsttheoretischen Methoden um ein wissenschaftlich fundiertes Verständnis der Materie bemüht.
Die Grundlage der hauptsächlich von Galerien und öffentlichen Medien rezeptierten Fotografien Vivian Maiers bildet im Übrigen eine verhältnismäßig kleine und gezielte Auswahl: Einige hundert von hunderttausend Motiven. Derzeit kann niemand zweifelsfrei darüber Auskunft geben, um welche Art es sich bei dem – selbst im Ansatz nicht allgemein zugänglichen – weitaus größten Teil ihres Werkes handelt (→ Rezeption).
Zu den von Maier genutzten und als Ausstellungsstücke erhalten gebliebenen Kameras zählt eine ausnehmend simpel funktionierende Kodak „Brownie“ Amateur- bzw. Boxkamera mit Tri-X-Rollfilm Typ 120 im 6×9-Aufnahmeformat. Ab dem Jahr 1952 dienten ihr vorzugsweise unvergleichlich kostspieligere und für professionelle Ansprüche bekannte zweiäugige Rolleiflex Mittelformatkameras in verschiedenen Versionen (erkennbar in einigen gespiegelten Selbstporträts) als bevorzugte Aufnahmegeräte; mit ihren Eigenschaften für ein weitgehend geräuschloses unauffälliges Fotografieren – der Blick des Fotografen ist dabei nach unten zur Kamera und nicht demonstrativ zum Objekt gerichtet – sowie der Möglichkeit zur Verdichtung einer Szene in der Mitte des quadratischen Formats trugen sie wesentlich zu Maiers Präferenz für gleichermaßen spontan geschossene wie überlegt gestaltete Aufnahmen von Straßenszenen bei. Aufgrund des Filmformats konnte das bisher in der Boxkamera verwendete Filmmaterial einschließlich dessen Entwicklungsprozedur weiter von ihr genutzt werden. Die Entwicklung eines Teils ihrer Schwarz-Weiß-Negative und Kontaktabzüge nahm Maier in ihrem Badezimmer selbst vor, die überwiegende Menge an Filmen, ungefähr 5.000 Kontaktabzüge und vor allem Vergrößerungen, ließ sie dagegen in Drogerien entwickeln bzw. abziehen. Die mit der Verarbeitung ihres Materials beauftragten Personen waren damals (außer Maier selbst) aller Wahrscheinlichkeit nach die Einzigen, die Teile ihres riesigen Bestands an Bildern zu Gesicht bekamen. Ihre bildgebende Technik ergänzte Maier nach und nach durch eine Reihe weiterer hochwertiger (und ebenfalls deutscher) Kameras, wie den Spiegelreflexkameras Exakta Varex VX und Zeiss Ikon Contarex sowie den Sucherkameras Leica IID, Leica IIIc und Kodak Retina IIC. Ihre kleinen und handlichen Kleinbild-Leicas kamen ab den 1970er Jahren mit Kodak Ektachrome 35-mm(-Kleinbild)-Diafilm öfters als Begleitkamera zur größeren Mittelformat-Rolleiflex zum Einsatz, um gegen Ende Maiers fotografischer Unternehmungen fast ausschließlich von ihr verwendet zu werden.
Durch längere Abschnitte der Erwerbslosigkeit wurden die Lebens- und Wohnverhältnisse für Maier mit fortschreitendem Alter zunehmend schwieriger. Ein Mangel an Möglichkeiten, eine Dunkelkammer einzurichten, erlaubte es ihr nicht mehr, Filme regelmäßig selbst zu entwickeln. Aus der Zeit ab Anfang der 1980er Jahre fanden sich keine weiteren Negative, Maier hatte offenbar die Rolleiflex beiseitegelegt und ihre SW-Fotografie aufgegeben. Ihr Nachlass belegt vielmehr mit Hunderten Rollen von Farbdiafilmen eine Hinwendung zur Farbfotografie, die sich in jener Zeit zum bestimmenden fotografischen Medium entwickelt hatte. Auch in ihren Motiven begann sich ein Wandel zu vollziehen – weg von den Menschen, hin zu oft bedrückend wirkenden Aufnahmen von verwahrlosten Straßenzügen, heruntergekommenen Häusern und Müllkippen. Für Daniel Kothenschulte von der Frankfurter Rundschau ergibt sich daraus die folgende Überlegung: „Doch betrachtet man ihre Bilder einmal chronologisch, bemerkt man, wie sich ihre Sicht der Welt verdunkelt: Von Schönheiten am Straßenrand wandert ihr Blick immer mehr ab zum Unrat in der Gosse. Tausendfach fotografiert sie, was sie auch in ihrem beengten Wohnraum hortet: alte Zeitungen mit schlechten Nachrichten. Ist es ein solches Mysterium, dass Vivian Maier die belichteten Filmrollen schließlich nicht mehr entwickeln ließ?“
Wohl aus Platzmangel und vorübergehender Wohnungsnot brachte Vivian Maier den größten Teil ihres fotografischen Besitzes in einem Mietlager unter, für das sie jedoch irgendwann die Mietzahlungen schuldig blieb – so wurde ihr privates Lebenswerk schließlich 2007 von einem Auktionshaus versteigert.

### Entdeckung
Einer der Ersteigerer war Ron Slattery; für 250 US-Dollar erwarb er einen, gemessen am Gesamtumfang der Auktion, kleineren Posten von 1.200 unentwickelten Filmrollen und machte 2008 als Erster Vivian Maiers Aufnahmen in einem Internet-Blog öffentlich zugänglich. Der Blog blieb jedoch ohne nennenswerte Beachtung, denn Slattery sah sich anscheinend nicht veranlasst, für eine größere Resonanz zu sorgen (dass Slattery etwa nicht von der unerwarteten Berühmtheit Vivian Maiers und ihrer Fotografien hätte profitieren wollen, sollte sich gegenteilig einige Jahre später erweisen → Rechtsstreitigkeiten).
Ein weiterer Interessent war der seinerzeit 26 Jahre alte Makler John Maloof, Vorsitzender der Jefferson Park Historical Society in Chicago, der gerade als Hobby-Historiker und Koautor an einem Buch über die Gegend von Portage Park in Chicago arbeitete. Auf der Suche nach geeignetem historischem Bildmaterial ersteigerte Maloof für knapp 400 Dollar mit rund 30.000 Abzügen und Negativen den größten Teil der Auktion, fand jedoch nach einer ersten Durchsicht keine für das Buchprojekt verwertbaren Aufnahmen. Die Bedeutung der auf den Filmrollen und Abzügen vorgefundenen Werke konnte Maloof, wie zuvor schon Slattery, nicht einschätzen, und so begann er mit dem zunächst wenig lukrativen Verkauf einiger Negative Maiers auf eBay. Bis er von dem Fotografen und Kunstkritiker Allan Sekula die Tragweite seines Fundes erklärt bekam, was Maloof wiederum dazu bewog, zusätzlich Bestände von Slattery zu erwerben.
Den Zuschlag für den zweiten der größeren Posten erhielt schließlich der Sammler und Künstler Jeffrey Goldstein, der damit in den Besitz von 17.500 Negativen, 2.000 Abzügen sowie einer Anzahl von 8-mm-Schmalfilmen, 16-mm-Filmen und Farbdias Maiers kam. Goldstein erwarb 2010 weitere Aufnahmen Maiers von Slattery, verkaufte jedoch im Hinblick auf die sich anbahnenden gerichtlichen Auseinandersetzungen um die Urheberrechtsansprüche im Dezember 2014 seinen gesamten Besitz von Maiers Negativen an die Bulger Gallery in Toronto.
John Maloof hatte bei der Auktion nichts weiter über die Fotografin erfahren als ihren Namen. Eine Kontaktaufnahme über das Auktionshaus scheiterte mit der Mitteilung über den sehr schlechten gesundheitlichen Zustand der alten Dame, und auch über eine wiederkehrende Adresse auf den Kuverts entwickelter Filme waren keine weiteren Einzelheiten herauszufinden. Einige Monate später fand Maloof per Internetrecherche unter Maiers Namen einen liebevoll formulierten Nachruf, den drei der einstigen Ziehkinder für ihre ehemalige Nanny auf der Webseite der Chicago Tribune einen Tag zuvor veröffentlicht hatten. Eine weitere Adresse, die auf einem Schuhkarton notiert war, brachte Maloof unmittelbar mit der Familie dieser drei Brüder in Kontakt, bei der Maier 17 Jahre gearbeitet und danach für einige Zeit eine freundschaftliche Verbindung aufrechterhalten hatte. Maloof bekam Zugang zu zwei Containern in einem Lagerhaus, in denen sich alle möglichen Gegenstände Maiers befanden, darunter Kleidung, Briefe und Papiere sowie zehntausende Fotos, Negative und belichtete unentwickelte Filme.
Im Oktober 2009, sechs Monate nach ihrem Tod, präsentierte Maloof rund 200 Fotografien von Maier in einem Blog und auf Flickr, verbunden mit der Frage an die Online-Community, ob „das Zeug was wert“ sei und was er mit den Fotos tun solle, „außer sie an euch zu geben?“

### Vermarktung
Angeregt durch das daraufhin einsetzende begeisterte Interesse an den Fotografien der praktisch völlig unbekannten Fotografin begannen die Aktivitäten Maloofs an Fahrt aufzunehmen: Im November 2011 publizierte er den Bildband Vivian Maier Street Photographer sowie zwei Jahre später einen → Dokumentarfilm und zwei weitere Fotobände. Ein Jahr nach Maloofs Erstlingswerk erschien aus dem Lager der Maier-Entdecker eine weitere Veröffentlichung von Maier-Fotografien: Auf der Grundlage der damaligen Sammlung von Jeffry Goldstein publizierten die Autoren Richard Cahan und Michael Williams einen Bildband unter dem Titel Vivian Maier: Out of the Shadows.
Zu diesem Zeitpunkt fanden Maiers Fotografien und die Umstände ihrer Entdeckung bereits international große Beachtung in den Medien. Spiegel Online Kultur beispielsweise stellt fest: „Alle Fotos sind noch lange nicht entwickelt, geordnet und datiert, Maloof arbeitet inzwischen ausschließlich mit seiner Sammlung, er hat pro Motiv eine Auflage von 16 festgelegt, zwei verschiedene Größen bestimmt, Preise von mehr[eren] 1000 Euro aufgerufen. Man kann nur hoffen, dass er der Arbeit der großartigen Vivian Maier gerecht wird.“
Maloof versieht postume Abzüge und Ausdrucke mit seiner eigenen Unterschrift, in gleicher Weise verfuhr Goldstein beim Verkauf von Abzügen aus seiner Negativsammlung. Einzelne Originalvergrößerungen, die sich in Maiers Hinterlassenschaft befanden und von Maloof, Goldstein und Slattery verkauft wurden, kursieren mittlerweile für hohe vier- bis teilweise fünfstellige Summen im Handel. Die Howard Greenberg Gallery aus New York, welche die Sammlung von Maloof kommerziell veräußert und über diverse Investment-Beraterfirmen weltweit Ausstellungen veranstaltet, soll für solchermaßen ca. 12 × 18 cm messenden Papierabzüge (Lifetime Prints) über 12.000 Dollar aufgerufen haben.
Aktuell getätigte Umsätze auf dem Kunstmarkt [Stand: 2016] nimmt der Tages-Anzeiger zum Anlass, sich über die weitere Entwicklung mit noch nicht aufgearbeiteten Fotos von Maiers Weltreise Gedanken zu machen: „Stichproben aus diesem Teil ihres Œuvres machen klar, dass sie locker mit den bekannten Werken mithalten können. Und man kann sich vorstellen, welche Furore dieses Konvolut machen wird, sobald es veröffentlicht wird. Ein wenig graut einem vor dem Gedanken, wie viel Profit daraus geschlagen werden wird. Das Geschäft mit Vivian Maier läuft, auch in der Zürcher Ausstellung sind die meisten Bilder für 3000 bis 8000 Franken zu kaufen.“
Abzüge ihrer Aufnahmen hatte Vivian Maier in Bezug auf Bildgestaltung und Bildwirkung absichtlich beschnitten, im kontroversen Unterschied zu nach ihrem Tod angefertigten Vergrößerungen. Zum Umgang Maloofs mit Maiers Negativen bemerkt Daniel Kothenschulte kritisch: „Maloof, der kein Fotohistoriker, sondern ein erfolgreicher Geschäftsmann ist, lässt sie [Anm.: die Papierbilder] quadratisch bis zum Rand abziehen. Und scheint sich vor allem dafür zu interessieren, Maiers Werk nach Ähnlichkeiten zu bedeutenden Fotografen abzusuchen, insbesondere dem der heute schier unbezahlbaren Diane Arbus. Ironischerweise offenbart aber gerade dieser Vergleich den Vorzug von Maiers vermeintlicher Unscheinbarkeit: Sie suchte nicht nach Groteskem, fotografierte ihre oft nicht im konventionellen Sinne schönen Zeitgenossen auf Augenhöhe. Und erspart ihnen jede entstellende Übertreibung.“

### Ausstellungen
Vivian Maiers Fotografien erregten bereits kurze Zeit nach ihrem Bekanntwerden das Interesse von Galerien und Ankäufern; vornehmlich von John Maloof und Jeffrey Goldstein ausgewählte Abzüge von Maiers Negativen wurden bisher international vielfach ausgestellt. Die erste Einzelausstellung zeigte das Chicago Cultural Center von Januar bis April 2011, während eine Dauerausstellung von Maier-Fotografien mittlerweile zur längsten Ausstellung in der Geschichte des Chicago History Museum avancierte. Eine umfangreiche Werkschau war von Oktober 2023 bis Januar 2024 im Palazzo Pallavicini (Bologna) zu sehen.
In Deutschland waren ihre Fotografien erstmals in der Hamburger Galerie Hilaneh von Kories von Januar bis April 2011 zu sehen, gefolgt von einer Serie weiterer Ausstellungen: von Oktober bis Dezember 2011 im Amerika-Haus in München, von April bis Mai 2015 im KuK in Monschau sowie von Februar bis April 2015 im Willy-Brandt-Haus in Berlin; eine deutlich länger dauernde zweite Maier-Ausstellung des Freundeskreises Willy-Brandt-Haus e. V. wurde am 25. September 2018 eröffnet und dauerte bis zum 6. Januar 2019. Weitere zurückliegende Ausstellungen im deutschsprachigen Raum: von März bis April 2016 fand in der Photobastei Zürich die bis dahin umfangreichste Maier-Einzelausstellung außerhalb der USA statt sowie eine Ausstellung von Mai bis August 2018 im Wiener Museum WestLicht.

### Rezeption
Die Rezeption von Vivian Maiers Fotografien, die über einen unfreiwillig versteigerten Nachlass durch Zufall entdeckt und nun von einer Strömung innerhalb des Kunstmarkts verwertet werden, gilt als schwierig. Nach Ansicht der Schweizer Kunsthistorikerin und Hochschullehrerin Meret Ernst liegt dies unter anderem auch daran, „dass sich die Autodidaktin nie über ihr fotografisches Schaffen ausgetauscht und keinerlei Erklärungen noch Hinweise auf das, was ihr wirklich wichtig war, hinterlassen hatte.“ Auch liegt der mit Abstand größte Teil der Ergebnisse Maiers fotografischer Aktivitäten im Dunkeln und bleibt der subjektiven exklusiven Bilderauswahl ihrer Entdecker und Galerien überlassen, die sich vor allem für die kommerziellen Aspekte interessieren; der damit einhergehende fehlende Gesamtüberblick erschwert somit die Chance, ihre fotografische Hinterlassenschaft „werkimmanent zu begreifen“. Sachverständige bzw. Kuratoren öffentlicher Institutionen, wie z. B. Museen, stehen daher der Aussicht auf eine einheitliche, allgemein anerkannte Interpretation und Einordnung von Maiers Fotografien zur Zeit abwartend bis ablehnend gegenüber. Das Schweizer Radio und Fernsehen kommentierte sinngemäß: „Die Rezeption von Vivian Maiers Werk ist heute in der Hand des Kunstmarktes – und der Medien, die immer und immer wieder ihre Geschichte erzählen. Was fehlt: die kunsthistorische Einordnung, die Wertschätzung der Institutionen und der reine Fokus auf ihr Werk.“ In Weltkunst bemüht sich Sebastian Preuss um die Deutung möglicher Beweggründe: „[…] die allermeisten ihrer Bilder sah sie allenfalls als Negative; sehr viele gar nicht, weil sie kein Geld für die Entwicklung hatte. Es stellt sich die Frage, ob der Akt des Fotografierens – ihre größte und womöglich einzige Passion und zugleich eine Form, aus ihrer verschlossenen Existenz heraus am Leben anderer teilzuhaben – vielleicht wichtiger war als das Editieren von Prints. Dafür spräche auch, dass sie meist nur einen Schuss von einer Situation auf der Straße gemacht hat.“ In einem gewissen Widerspruch zu dieser These war Maier in der Lage und bereit, neben den beständig anfallenden Kosten für das Filmmaterial zusätzlich eine beträchtliche Anzahl ausnahmslos wertvoller Kameras zu finanzieren und Filme selbst zu entwickeln (→ Fotografie) – gleichbedeutend mit der Neugier, dem Vergnügen und dem Anspruch der Perfektionierung in Bezug auf den Umgang mit den technischen Aspekten der Fotografie.

### Rechtsstreitigkeiten
Seit Juni 2014 läuft in den Vereinigten Staaten ein Rechtsstreit um das Urheber- bzw. Nutzungsrecht von Vivian Maiers Bildern; laut gesetzlicher Definition verfügt der Inhaber des Urheberrechts – unabhängig vom Besitz (im Unterschied zu: Eigentum) legal erworbener Negative und Abzüge – über das alleinige Recht, darüber zu entscheiden, ob und wie Bilder öffentlich wiedergegeben und vermarktet werden dürfen. Unter Berücksichtigung von Internationalem Urheberrecht respektive Internationalem Privatrecht (auch: Kollisionsrecht) wird ein Gerichtsverfahren nach Ansicht von Rechtsexperten neben der länderübergreifenden Problematik auch die grundsätzliche Frage zu klären haben, ob – wegen des Fehlens eines Testaments sowie wegen eines möglicherweise erkennbaren Verstoßes gegen die postmortalen Persönlichkeitsrechte der erst vor wenigen Jahren verstorbenen Vivian Maier – eine explizite Festlegung des Urheberrechts zugunsten der Interessen von Nachfahren und Nachlassverwaltern derzeit überhaupt konstitutiv durchsetzbar ist.
John Maloof hatte in Saint-Julien-en-Champsaur in Sylvain Jaussaud einen Cousin ersten Grades ausfindig gemacht, bei dem es sich seiner Ansicht nach um den engsten Verwandten von Vivian Maier handelt. Maloof einigte sich vermittels einer Einmalzahlung von 5.000 Dollar mit Jaussaud auf die Bildrechte, jedoch unter Auslassung einer rechtsgültigen Festlegung des Urheberrechts durch ein dafür zuständiges US-Bundesgericht.
Der ehemalige Werbefotograf und spätere Jurist David C. Deal ging daraufhin in die Offensive, indem er zunächst Maiers Verwandtschaftsbeziehungen zu durchforschen begann. Im Ergebnis fand Deal in der südostfranzösischen Stadt Gap einen anderen Cousin, den pensionierten Beamten Francis Baille, einen Verwandten des Vaters von Maiers Mutter; Baille ist angeblich näher mit Maier verwandt und wäre demnach nach den Gesetzen von Cook County (mit Verwaltungssitz in Chicago) Erbe der Bildrechte. Deal fordert seitdem im Namen seines Mandanten die primären Vermarktungsrechte an Maiers Fotografien; darüber hinaus geht es um die Übertragung von Urheberrechten sowie Ausgleichszahlungen und eventuelle Schadenersatzforderungen für bereits vermarktete Bilder gegenüber den rivalisierenden Maier-Entdeckern John Maloof, Ron Slattery und Jeffrey Goldstein. Goldstein seinerseits reichte 2015 über einen Anwalt eine Gegenklage ein, mit dem Argument, dass ohne seine Initiative, Maiers Werk zu fördern, diesem nicht seine heutige Bedeutung zukommen würde.
Ebenfalls in den Rechtsstreit involviert ist der Galerist Stephen Bulger aus Toronto, Käufer der Negative Maiers aus dem ehemaligen Besitz Goldsteins. Nach einem Brief einer Anwaltskanzlei aus Chicago, in dem unter anderem Bulger und Maloof auf mögliche Konsequenzen von Verstößen gegen das Urheberrecht hingewiesen wurden, wird die Bulger-Galerie nach eigenem Bekunden die gesamte kommerzielle Nutzung ihrer Maier-Sammlung so lange einstellen, bis der rechtmäßige Inhaber bestimmt ist.
Aus wissenschaftlichen und ethischen Gründen verfolgten Ann Marks und Pamela Bannos voneinander unabhängig die Suche nach einem rechtmäßigen Erben, indem sie die Spuren eventueller Nachfahren von Maiers verstorbenen und in der Erbfolge ihr am nächsten stehendem Bruder Charles Maier erforschten. Im Sommer 2015 wurde bekannt, dass Charles Maier gegen Ende der 1970er Jahre in New Jersey in einer psychiatrischen Klinik gestorben war und nie Kinder hatte.
Neben dem Streit um die Nutzungsrechte von Maiers Bildern läuft eine faktisch rein kommerziell begründete Klage gegen eine Galerie wegen angeblicher Beschädigungen von Abzügen. Angestrengt wird sie von Ron Slattery, der – offensichtlich ungeachtet der Forderungen von Deal und Goldstein – über einen Anwalt die von ihm beanstandeten Schäden auf 200.000 Dollar beziffert. Darüber hinaus macht Slattery dadurch entstandene indirekte Schäden an seiner gesamten Maier-Sammlung in Höhe von 2 Millionen Dollar geltend.
Nachdem sich die Verhandlungen des Circuit Court of Cook County (eine Art von Bezirksgericht) mit Maloof eineinhalb Jahre hingezogen hatten, gab Anfang Mai 2016 David A. Epstein, der öffentliche Nachlassverwalter von Cook County, bekannt, dass das Ergebnis einer vertraglichen Einigung mit Maloof, der angeblich 90 % von Vivian Maiers fotografischer Hinterlassenschaft besitzt, geheim gehalten wird. Die Vertraulichkeit sei notwendig, weil sich das Gericht noch in der frühen Phase der Verhandlungen mit „zwei oder drei“ anderen Parteien befindet, die den Rest der Maier-Sammlung besitzt. Man versuche zwecks Förderung und Verkauf von Maiers Werken „eine faire Vereinbarung für alle zu bekommen, aber eine, die noch Jahrzehnte dauern kann“. Maloof gab anschließend in einem Interview bekannt, dass er, „wenn der Deal durchgeht“, plane, Hunderte von Rollen von 35-mm-Farbfilm zu entwickeln, die Vivian Maier in späteren Jahren belichtet hat.
Bereits zwei Wochen später, am 26. Mai 2016, wurde ein entsprechender Vertrag von einer Richterin des Circuit Court genehmigt. Einer überraschten Öffentlichkeit gab Epstein die folgende Erklärung ab: „Wir sind sehr erfreut, eine langfristige Vereinbarung mit Herrn Maloof erreicht zu haben, die den Erben des Nachlasses von Vivian Maiers wunderbarem fotografischen Vermächtnis für viele Jahre zukommen wird. Herr Maloof verdient große Anerkennung für die Entdeckung und den Austausch von Frau Maiers Werken, und er hat eine langfristige Verpflichtung, dieses Erbe zu bewahren und ihre noch unentwickelten Fotos zu fördern. Dies ist ein sehr großer Schritt in Richtung der Sicherung der Urheberrechte von Maiers Werken.“
Im Ergebnis geht die Suche nach dem Inhaber des Urheberrechts weiter, während die Vereinbarung es Maloof erlaubt, weiterhin die Fotografien Vivian Maiers in die Öffentlichkeit zu bringen und zusammen mit der Howard Greenberg Gallery aus New York Ausstellungen zu veranstalten sowie den kommerziellen Kunstmarkt durch den Verkauf von Abzügen zu bedienen. Angesichts der komplizierten Rechtslage hinsichtlich der Konstellation von Klagevertretern, potentiellen Erben bzw. Klägern, möglichen Nebenklägern und Beklagten über kontinentale Grenzen hinweg, werden Rechtsstreitigkeiten – aufgrund des ausstehenden Urheberrechts – auf unbestimmte Zeit erwartet.

## Dokumentarfilme
Zu einem Großteil der heute verbreiteten Biografie Vivian Maiers tragen im Wesentlichen zwei längere Dokumentarfilme bei, die in ihrer Darstellung von Maiers Lebensgeschichte deutlich voneinander abweichende Bilder zeichnen.
Im Sommer 2013 zeigte BBC One den Dokumentarfilm Vivian Maier: Who Took Nanny’s Pictures? der Regisseurin und Filmproduzentin Jill Nicholls. Nicholls’ Film war rechtlich und inhaltlich als reine BBC-Dokumentation für das Fernsehen produziert worden, eine für den Verleih konzipierte Version war folglich nicht im Kino zu sehen. Infolge hoher Einschaltquoten wurde der Beitrag auf verschiedenen Kanälen von BBC One bis Ende 2014 mehrfach als Wiederholung gesendet.
John Maloof verfilmte einige Monate später mit dem Filmemacher Charlie Siskel seine Version der Geschichte von der Entdeckung der Fotografien und der Spurensuche nach der Person Vivian Maier in dem mittels Crowdfunding finanzierten Dokumentarfilm Finding Vivian Maier, der im September 2013 auf dem Toronto International Film Festival erstmals gezeigt wurde. Der Film ist ein von einer aufwändigen PR-Kampagne begleitetes Remake aus der subjektiven Sicht Maloofs, bei dem die Erstveröffentlichungen von Maiers Bildern bzw. ihre anderen Entdecker, Zeitzeugen sowie die BBC-Dokumentation in auffälliger Weise keine Erwähnung finden. Kritiker wie Daniel Kothenschulte sprechen in diesem Zusammenhang von Spurenverwischung innerhalb eines publikumswirksamen Promotionfilms in eigener Sache, dessen Kapital die angeblich traurige Lebensgeschichte Vivian Maiers sei, und „die den Van-Gogh-Mythos vom lebenslang verkannten Künstler wiederaufleben lässt.“ Die US-amerikanische Filmkritikerin Dana Stevens rezensiert Finding Vivian Maier als „einen der schlimmsten Dokumentarfilme“, den sie in diesem Jahr [2014] gesehen habe, „oder zumindest den mit der krassesten Diskrepanz zwischen dem inneren Wert des Themas und der Art und Weise, wie es ästhetisch, intellektuell und moralisch präsentiert wird.“
Im Dezember 2013 wurde schließlich eine amerikanische Version von Vivian Maier: Who Took Nanny’s Pictures? unter dem Titel The Vivian Maier Mystery produziert, kam jedoch aus unbekannten Gründen nicht im US-Fernsehen zur Ausstrahlung.
Der Korrespondent des Deutschlandfunks Jürgen Kalwa versucht einen Vergleich zu ziehen und äußert sich in einem Interview auf Deutschlandfunk Kultur über Maloofs Film dergestalt, dass „leider nur der Nicholls-Film so wichtige Fragen“ aufwerfe wie: „Warum wird diese Vivian Maier heute von Leuten zu einem Mysterium verklärt, die im Besitz des gesamten Materials sind? Die Frau, von der wir nun – dank des Films – glauben, dass wir sie kennen, wurde von ‚Leuten erfunden, die eine gute Story lieben‘, sagt Pamela Bannos, eine Fotografin und Maier-Expertin, die an der Northwestern University außerhalb von Chicago unterrichtet. Erfunden. Nicht Gefunden.“

## Popkultur
Die deutsche Band Erdmöbel textete und komponierte 2013 einen Song mit dem Titel Vivian Maier.